# Ferrières (Charente-Maritime)
Ferrières ist eine französische Gemeinde mit 1.459 Einwohnern (Stand: 1. Januar 2022), die im Département Charente-Maritime und in der Region Nouvelle-Aquitaine (vor 2016: Poitou-Charentes) liegt. Sie gehört zum Arrondissement La Rochelle und zum Kanton Marans. Die Einwohner werden Ferrangeois genannt.

## Geografie
Ferrières liegt etwa 20 Kilometer ostnordöstlich von La Rochelle. Das Gemeindegebiet gehört zum Regionalen Naturpark Marais Poitevin. Umgeben wird Ferrières von den Nachbargemeinden Saint-Jean-de-Liversay im Nordwesten und Norden, Saint-Cyr-du-Doret im Norden, Courçon im Nordosten, Benon im Osten und Süden sowie Saint-Sauveur-d’Aunis im Süden und Westen.
Durch die Gemeinde führt die Route nationale 11.
| Jahr                       | 1962 | 1968 | 1975 | 1982 | 1990 | 1999 | 2010 | 2019 |
| 322                        | 300  | 282  | 270  | 306  | 362  | 650  | 806  | 1066 |
| Quellen: Cassini und INSEE |      |      |      |      |      |      |      |      |

## Sehenswürdigkeiten

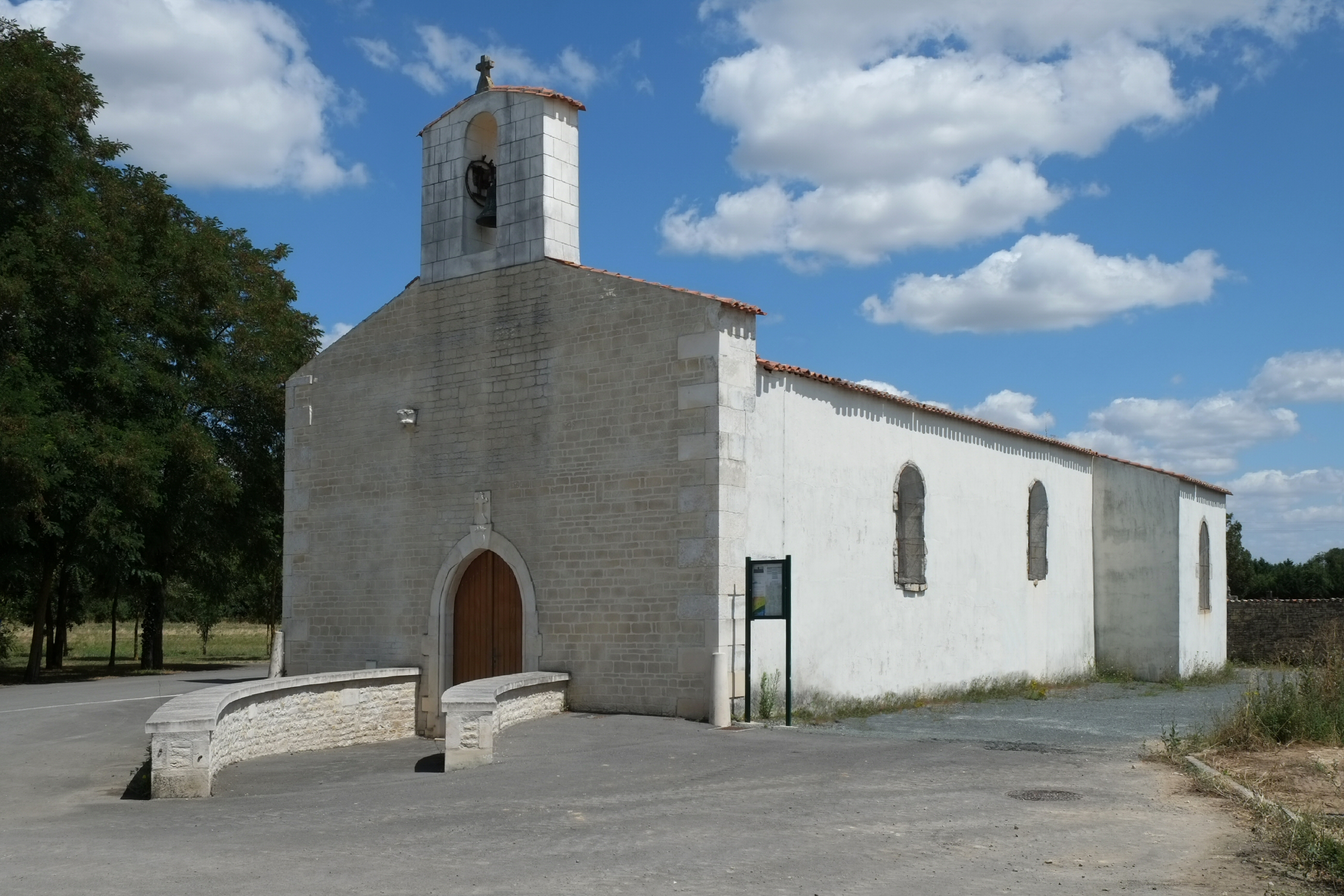
Kirche Sainte-Marie-Madeleine

- Kirche Sainte-Marie-Madeleine
- Friedhof